# Rana johni
Rana johni là một loài ếch trong họ Ranidae. Nó là loài đặc hữu của México.
Các môi trường sống tự nhiên của chúng là các khu rừng ẩm ướt đất thấp nhiệt đới hoặc cận nhiệt đới, cận nhiệt đói hoặc các khu rừng nhiệt đới và sông. Loài này đang bị đe dọa do mất môi trường sống.